# Ordre de la Rose
L’Ordre impérial de la Rose (en portugais : Imperial Ordem da Rosa) est un ordre de chevalerie du Brésil, créé par l'empereur Pierre Ier du Brésil le 17 octobre 1829 pour commémorer son mariage avec Amélie de Leuchtenberg.
Il comprend six grades : chevalier, officier, commandeur, dignitaire, grand dignitaire et grand croix.
À la suite du renversement de l'Empereur Pierre II du Brésil et à la proclamation de la république du Brésil le 15 novembre 1889, l'ordre est  maintenu comme ordre national par le gouvernement intérimaire le 22 mars 1890, puis supprimé par décret du 24 février 1891.
L'ordre a ensuite été maintenu par les prétendants à la couronne impériale brésilienne.

## Histoire
Sa conception est l'œuvre de Jean-Baptiste Debret, qui selon les historiens, s'est inspiré soit des motifs de roses qui ornaient la robe de D. Amélia lors de son débarquement à Rio de Janeiro lors de son mariage, soit d'un portrait d'elle envoyé d'Europe au prince de l'époque.
L'ordre récompensait les militaires et les civils portugais et étrangers qui s'étaient distingués par leur loyauté envers l'empereur et les services rendus à l'État, et comptait un plus grand nombre de diplômes que les autres ordres brésiliens et portugais existant à l'époque. 
De 1829 à 1831, Dom Pedro I n'a octroyé que cent quatre-vingt-neuf insignes. Son fils et successeur Dom Pedro II, au cours de son second règne, a accordé à 14284 citoyens. En dehors des deux empereurs, seul le Duc de Caxias a été Grand Cordon de l'Ordre pendant son règne.
Ont également été décorés de l'Ordre impérial de la Rose les membres de la Garde d'honneur qui ont accompagné le Prince Régent de l'époque lors de son voyage dans la province de São Paulo, témoins du « Cri de l'Ipiranga », une étape importante de l'indépendance du Brésil.
Après le bannissement de la famille impériale brésilienne, l'ordre a été maintenu par ses membres à titre privé, son Grand Maître étant le chef de la maison impériale brésilienne.

## Apparence

### Insignes
L'insigne de Grand-Croix est une étoile blanche à six branches avec des pommeaux reliée par une guirlande de rose. Au centre du médaillon se trouvent les lettres « P » et « A » entrelacées en relief, entourées d'une bordure bleu-ferret avec comme légende « Amor E Fidelidade ». Son revers est identique à l'avers en plus d'avoir en légende « PEDRO E AMÉLIA ».

### Collier
Le collier est composé d'une rose et d'armoirie française avec les lettres « P » et « A » entrelacées, reliées par un fil d'or.

## Grades

Ruban
Chevalier

Insignes
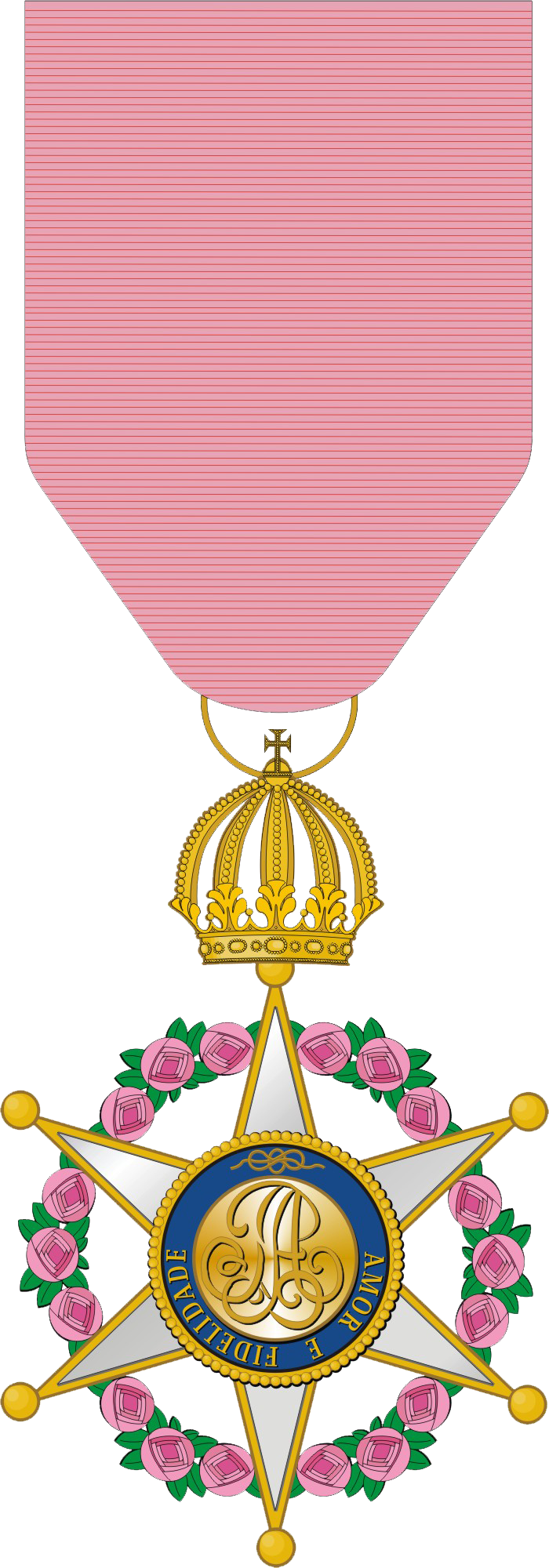
Décoration de l'Ordre Impérial de la Rose
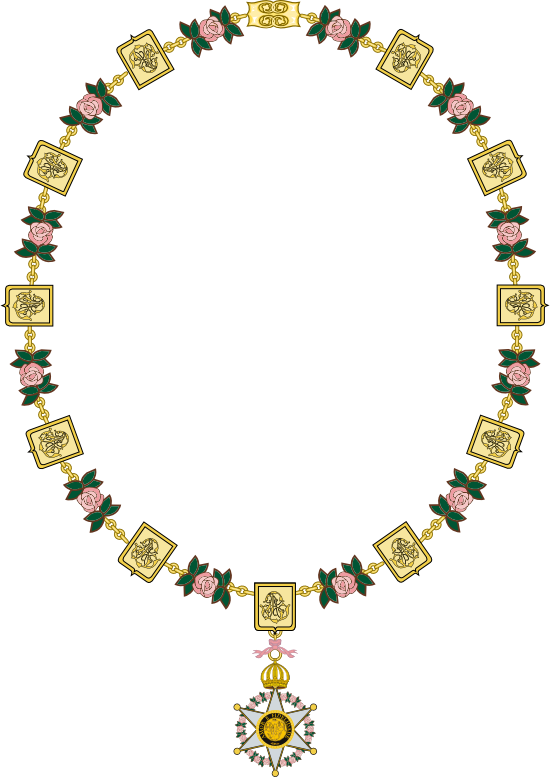
Collier de l'Ordre Impérial de la Rose.

## Titulaires
- Pierre-Armand Dufau (1795-1877), directeur de l' Institut royal des jeunes aveugles.
- Léandre-Adolphe-Joseph Bertin-Duchateau (1804-1884), colonel d'infanterie de marine, commandeur en 1855.
- Georges Imhaus (1817-1888), directeur de la Presse et de la Librairie au Ministère de l'Intérieur. Receveur général des finances, Trésorier payeur général, commandeur de l'ordre de la Rose.
- Théodose du Moncel (1821-1884), dessinateur et scientifique français.
- Louis Pasteur (1822-1895), biologiste et chimiste français.
- Antonio Luis von Hoonholtz, baron de Tefé (1837-1931), amiral, explorateur et géographe brésilien.
- Édouard Colonne (1838-1910), chef d'orchestre français, fondateur des Concerts Colonne, chevalier.
- Mathieu-Marie Desjoyaux (1841-1911), ingénieur civil des mines français, chevalier.
- Paul Cunisset-Carnot (1849-1919), homme de justice, homme politique, écrivain et militaire français.
- Claude-Henri Gorceix (1842-1919), minéralogiste français, fondateur de l'Ecole des Mines du Brésil, dignitaire.
- Pierre de Saxe-Cobourg-Gotha (1866-1834), prince.